# Pariisi
Pariisi es un pueblo ubicado en el municipio de Kadrina, en el condado de Lääne-Viru, Estonia.

## Superficie
Posee una superficie de 10,05 kilómetros cuadrados.

## Demografía
Hasta 2021 la población era de 23 habitantes, con una densidad de población de 2,288 habitantes por kilómetro cuadrado.